# Virginia Beach City FC
Virginia Beach City FC, é uma agremiação esportiva da cidade de Virginia Beach, Virgínia.  Atualmente disputa a National Premier Soccer League.

## História
Fundado em 2013, o Virginia Beach City disputou sua primeira temporada na NPSL em 2014. Em seu primeiro ano a equipe se classifica aos playoffs. Nos anos de 2015 e 2016 a equipe não se classifica aos playoffs.